# Emil Schaeffer
Emil Schaeffer (geboren am 30. September 1874 in Bielitz, Österreich-Ungarn; gestorben Juli 1944) war ein österreichischer Kunsthistoriker, Publizist und Dramatiker.

## Leben
Emil Schaeffer war ein Sohn des Tuchfabrikanten Victor Schaeffer (1844–1919) und seiner Ehefrau Margarethe. Er besuchte das K. K. Staats-Obergymnasium in Bielitz, das er mit dem Zeugnis der Reife 1893 verließ. Anschließend studierte er an den Universitäten Berlin, Wien und Breslau Kunstgeschichte sowie Geschichte und Klassische Archäologie. Er wurde 1898 an der Universität Breslau mit der Dissertation Das Weib in der venezianischen Malerei promoviert, die reichillustrierte Buchausgabe widmete er Richard Muther. Er heiratete 1908 die Sängerin Olga Mauksch (1887–1982), später verheiratet als Olga Eisner, sie hatten zwei Töchter, die Ehe wurde 1922 geschieden. Schaeffer war bis Ende der 1920er Jahre mit André Jolles befreundet, der sich dann in der Zeit des Nationalsozialismus als Antisemit erwies. Schaeffer war Bearbeiter und Herausgeber einer Vielzahl kunsthistorischer Bücher. Er war Initiator und Herausgeber der im Schweizer Orell Füssli Verlag von 1929 bis 1932 erschienenen Schaubücher, in welcher Reihe unter anderem Der männliche Körper, Tänzerinnen der Gegenwart, Goethe und Goethestätten und 1931 ein Fotoband über das Ghetto Wilna erschien. Schaeffer sorgte für die Auswahl der 273 Fotografien, als der Alfred Kröner Verlag Jacob Burckhardts Italienreiseführer Der Cicerone in einer Taschenausgabe neu herausgab.
Am 5. Juli 1944 sollte Schaeffer, damals wohnhaft in der Florianigasse in Wien, als Jude in das KZ Auschwitz deportiert werden. Er beging aber Suizid.

## Schriften (Auswahl)

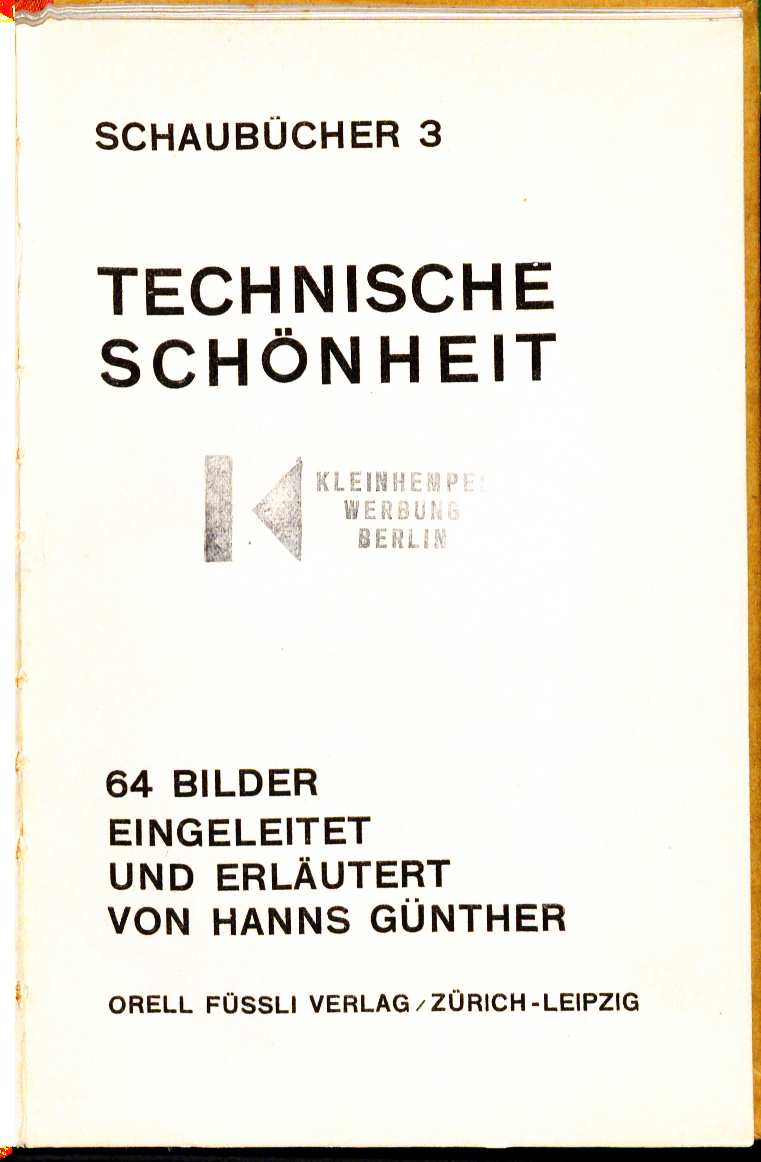
Schaubücher 3 Technische Schönheit (1929)

- Die Frau in der venezianischen Malerei. Ein Versuch. F. Bruckmann, München 1899 (Dissertation, Scan – Internet Archive).
- Das Florentiner Bildnis. F. Bruckmann, München 1904.
- Van Dyck. Des Meisters Gemälde. Deutsche Verlags-Anstalt, Stuttgart/Leipzig 1909.
- mit Lothar Schmidt: Christiane: Ein Spiel in 3 Akten aus der Goethezeit. G. Müller, München 1914.
- (Hrsg.): Goethes äussere Erscheinung: Literarische und künstlerische Dokumente seiner Zeitgenossen. Insel, Leipzig 1914.
- Von Bildern und Menschen der Renaissance. Bard, Berlin 1914.
- Gedanken Machiavellis. Ausgewählt und übersetzt von Emil Schaeffer. Insel, Leipzig 1918.
- Sandro Botticelli: Ein Profil. Mit 80 Tafeln nach Gemälden Botticellis in Schnellpressen-Kupferdruck und 8 Tafeln nach seinen Handzeichnungen zu Dantes Göttlicher Komödie in Lichtdruck. J. Bard, Berlin 1921.
- (Hrsg.): Leben des Benvenuto Cellini von ihm selbst geschrieben. Übersetzung von Goethe. Frankfurter Verlags-Anstalt, Frankfurt a. M. 1924.
- (Hrsg.): Alfred von Reumont: Frauenschicksale in der Renaissance. W. Jess, Dresden 1927.
- Raffaels Sixtinische Madonna als Erlebnis der Nachwelt. W. Jess, Dresden 1927.
- (Hrsg.): Johannes Voigt: Deutsches Hofleben zur Zeit der Reformation. W. Jess, Dresden 1927.
- Der Rhein von den Alpen bis zum Meere. 67 Bilder, eingeleitet von Hermann von Wedderkop, erläutert von Emil Schaeffer. Schaubücher Bd. 40, Orell Füssli, Zürich 1931.
- Bismarck als Warner und Prophet. Eine Zusammenstellung von Emil Schaeffer. W. Jess, Dresden 1932.
- Hermann Hubacher. 48 Tafeln mit einer Einleitung von Emil Schaeffer. Schwabe, Basel 1935.
- (Hrsg.): Schaubücher. Buchreihe mit ca. 40 Einzelbänden. Orell Füssli, Zürich 1929 bis 1932.